# Saint-Martin-Sepert
Pour les articles homonymes, voir Saint-Martin.
Saint-Martin-Sepert (Sent Martin Set Pers en occitan) est une ancienne commune française située dans le département de la Corrèze, en région Nouvelle-Aquitaine. Le 1er janvier 2025, elle fusionne avec Saint-Pardoux-Corbier et Saint-Ybard pour former la commune des Trois-Saints.

## Géographie

### Localisation
La commune est située à 45 km au nord de Brive et à 6 km du chef-lieu de canton (Lubersac).
Avec une population de 260 habitants, la commune s’étend sur 1 571 hectares. La Loyre, un affluent de la Vézère, prend sa source sur le territoire communal.
On y accède par la sortie 44 de l’autoroute A20.

### Climat
Pour des articles plus généraux, voir Climat de la Nouvelle-Aquitaine et Climat de la Corrèze.
Historiquement, la commune est exposée à un climat océanique aquitain.
En 2020, Météo-France publie une typologie des climats de la France métropolitaine dans laquelle la commune est dans une zone de transition entre le climat océanique altéré et le climat de montagne et est dans la région climatique  Ouest et nord-ouest du Massif Central, caractérisée par une pluviométrie annuelle de 900 à 1 500 mm, maximale en automne et en hiver.
Pour la période 1971-2000, la température annuelle moyenne est de 11,3 °C, avec  une amplitude thermique annuelle de 14,9 °C. Le cumul annuel moyen de précipitations est de 1 188 mm, avec 12,5 jours de précipitations en janvier et 7,9 jours en juillet. Pour la période 1991-2020, la température moyenne annuelle observée sur la station météorologique la plus proche, située sur la commune de Lubersac à 5 km à vol d'oiseau, est de 11,7 °C et le cumul annuel moyen de précipitations est de 1 130,6 mm,. Pour l'avenir, les paramètres climatiques de la commune estimés pour 2050 selon différents scénarios d’émission de gaz à effet de serre sont consultables sur un site dédié publié par Météo-France en novembre 2022.

## Urbanisme

### Occupation des sols
L'occupation des sols de la commune, telle qu'elle ressort de la base de données européenne d’occupation biophysique des sols Corine Land Cover (CLC), est marquée par l'importance des territoires agricoles (92,6 % en 2018), en diminution par rapport à 1990 (93,5 %). La répartition détaillée en 2018 est la suivante : 
zones agricoles hétérogènes (46,7 %), prairies (45,9 %), forêts (7,4 %).
L'évolution de l’occupation des sols de la commune et de ses infrastructures peut être observée sur les différentes représentations cartographiques du territoire : la carte de Cassini (XVIIIe siècle), la carte d'état-major (1820-1866) et les cartes ou photos aériennes de l'IGN pour la période actuelle (1950 à aujourd'hui).

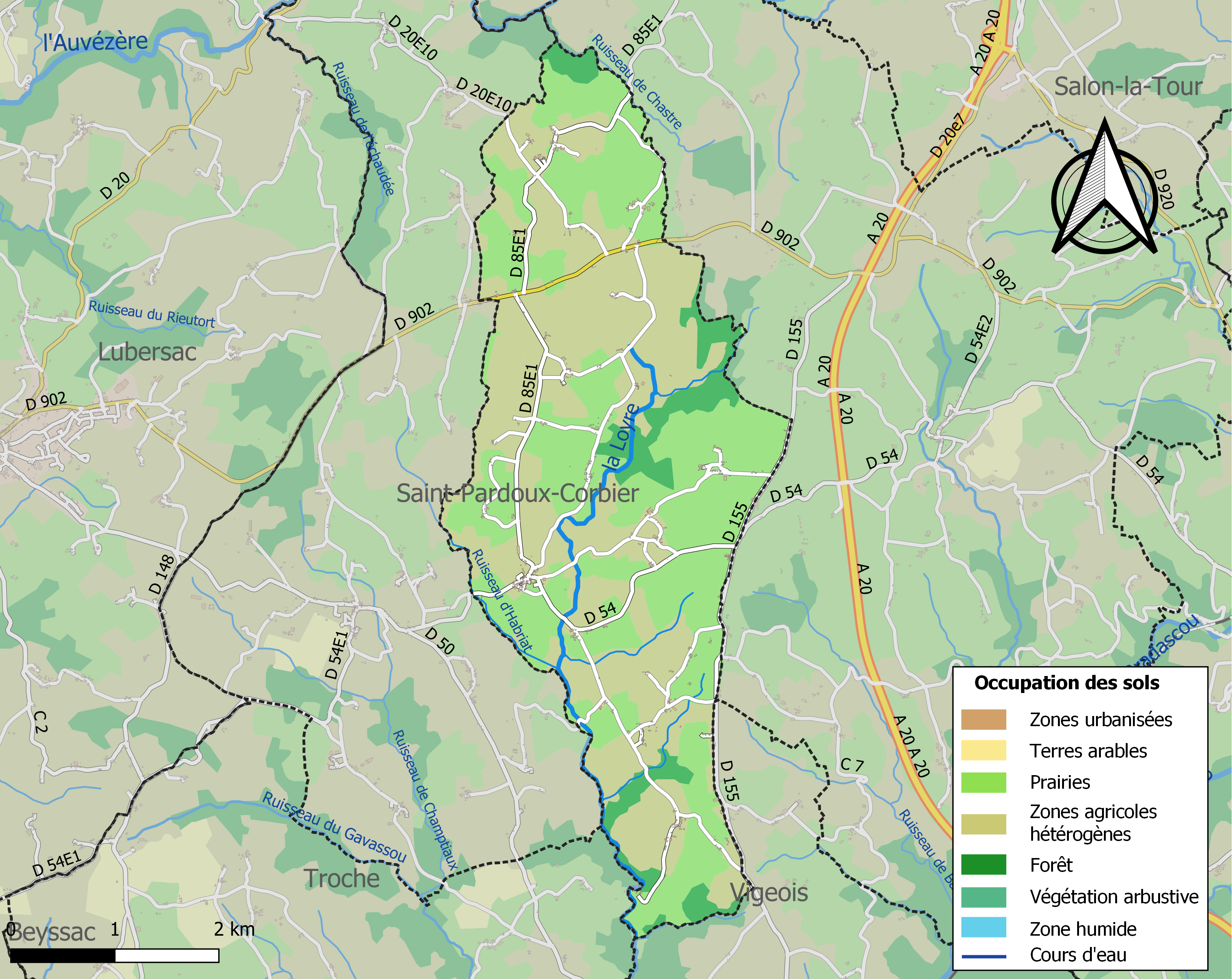
Carte des infrastructures et de l'occupation des sols de la commune en 2018 (CLC).

### Risques majeurs
Le territoire de la commune de Saint-Martin-Sepert est vulnérable à différents aléas naturels : météorologiques (tempête, orage, neige, grand froid, canicule ou sécheresse), feux de forêts et séisme (sismicité très faible). Un site publié par le BRGM permet d'évaluer simplement et rapidement les risques d'un bien localisé soit par son adresse soit par le numéro de sa parcelle.

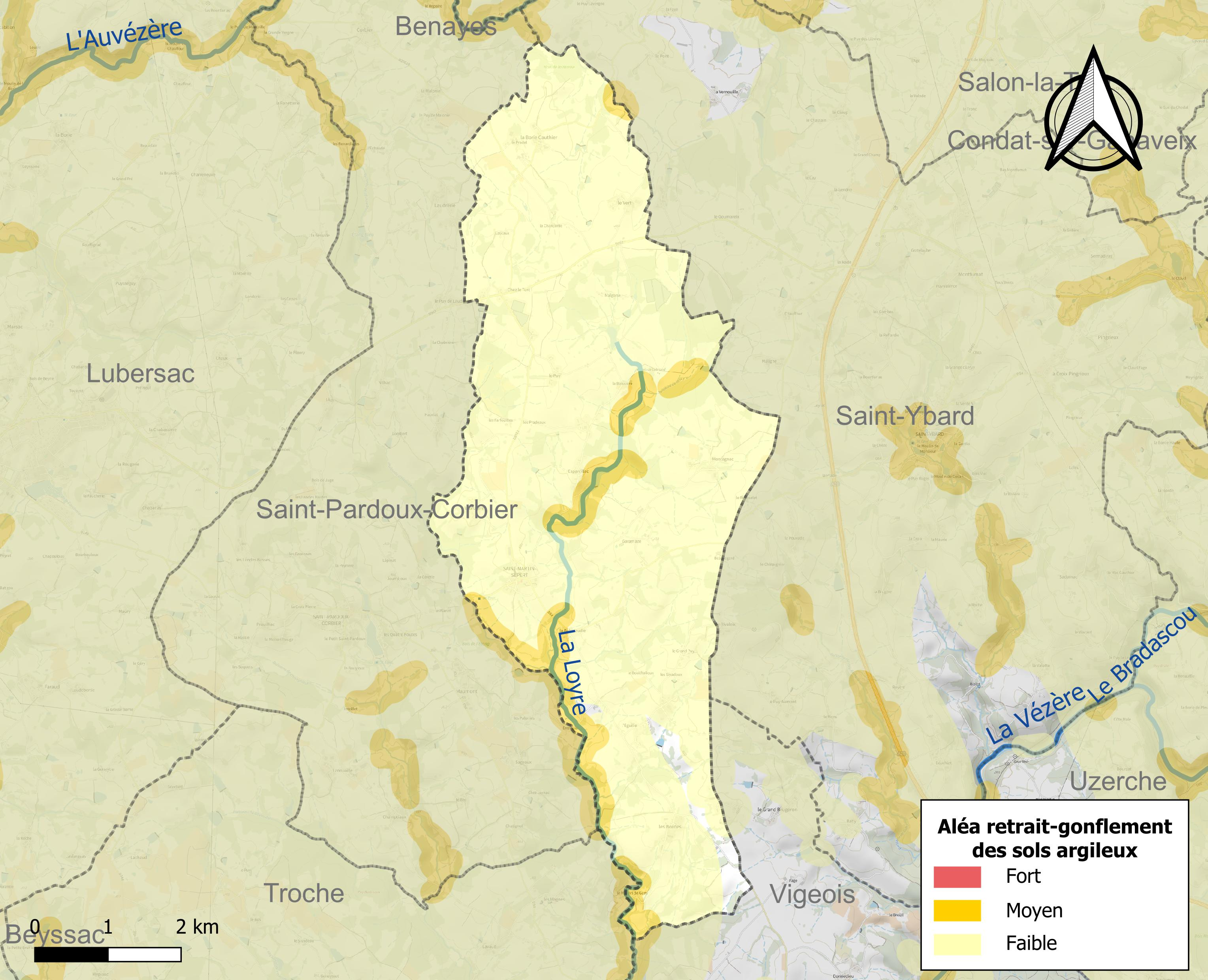
Carte des zones d'aléa retrait-gonflement des sols argileux de Saint-Martin-Sepert.

Le retrait-gonflement des sols argileux est susceptible d'engendrer des dommages importants aux bâtiments en cas d’alternance de périodes de sécheresse et de pluie. 9,4 % de la superficie communale est en aléa moyen ou fort (26,8 % au niveau départemental et 48,5 % au niveau national). Sur les 185 bâtiments dénombrés sur la commune en 2019, cinq sont en aléa moyen ou fort, soit 3 %, à comparer aux 36 % au niveau départemental et 54 % au niveau national. Une cartographie de l'exposition du territoire national au retrait gonflement des sols argileux est disponible sur le site du BRGM,.
Concernant les feux de forêt, aucun plan de prévention des risques incendie de forêt (PPRIF) n’a été établi en Corrèze, néanmoins le code de l’urbanisme impose la prise en compte des risques dans les documents d’urbanisme. Le périmètre des servitudes d'utilité publique et des zones d'obligation légale de débroussaillement pour les particuliers est quant à lui défini pour la commune dans une carte dédiée.

## Histoire
L'église fut donnée, avec l'abbaye de Solignac dans le Haut-Limousin, le 23 mars 872 par Charles le Chauve, ou en 922 par Charles le Simple.
Elle est appelée l'église des Sept-Poiriers, Eclésiam de septem piris ce qui a fait » Sept-Pers » puis « Sepert » par évolution phonétique.
Sous la Révolution française, dans le cadre de la politique de déchristianisation de la Convention, la commune change de nom pour Martin-Valmouroux.

## Politique et administration

### Liste des maires
| Période      | Période       | Identité        | Étiquette | Qualité       |
| ------------ | ------------- | --------------- | --------- | ------------- |
| mars 2001    | mars 2008     | Suzanne Mondet  |           |               |
| mars 2008    | mai 2020      | André Henaux    |           | Fonctionnaire |
| juillet 2020 | décembre 2024 | Sabine Bosselut |           | agricultrice  |

### Liste des maires délégués
| Période      | Période  | Identité        | Étiquette | Qualité |
| ------------ | -------- | --------------- | --------- | ------- |
| janvier 2025 | En cours | Sabine Bosselut |           |         |

## Démographie
L'évolution du nombre d'habitants est connue à travers les recensements de la population effectués dans la commune depuis 1793. Pour les communes de moins de 10 000 habitants, une enquête de recensement portant sur toute la population est réalisée tous les cinq ans, les populations de référence des années intermédiaires étant quant à elles estimées par interpolation ou extrapolation. Pour la commune, le premier recensement exhaustif entrant dans le cadre du nouveau dispositif a été réalisé en 2007.

En 2022, la commune comptait 267 habitants, en évolution de −5,65 % par rapport à 2016 (Corrèze : −0,59 %, France hors Mayotte : +2,11 %).
| 1793 | 1800 | 1806 | 1821 | 1831 | 1836 | 1841 | 1846  | 1851 |
| ---- | ---- | ---- | ---- | ---- | ---- | ---- | ----- | ---- |
| 819  | 769  | 732  | 874  | 935  | 897  | 891  | 1 000 | 927  |

| 1856 | 1861 | 1866 | 1872 | 1876 | 1881 | 1886 | 1891 | 1896 |
| ---- | ---- | ---- | ---- | ---- | ---- | ---- | ---- | ---- |
| 930  | 937  | 900  | 810  | 891  | 922  | 929  | 900  | 911  |

| 1901 | 1906 | 1911 | 1921 | 1926 | 1931 | 1936 | 1946 | 1954 |
| ---- | ---- | ---- | ---- | ---- | ---- | ---- | ---- | ---- |
| 919  | 903  | 862  | 765  | 735  | 700  | 648  | 588  | 547  |

| 1962 | 1968 | 1975 | 1982 | 1990 | 1999 | 2006 | 2007 | 2012 |
| ---- | ---- | ---- | ---- | ---- | ---- | ---- | ---- | ---- |
| 497  | 417  | 330  | 300  | 251  | 260  | 257  | 256  | 296  |

| 2017 | 2022 | - | - | - | - | - | - | - |
| ---- | ---- | - | - | - | - | - | - | - |
| 274  | 267  | - | - | - | - | - | - | - |

## Culture locale et patrimoine

### Lieux et monuments
- L'église de Saint-Martin date du XIIIe siècle : façade à fronton triangulaire, ouverte par un portail à colonnettes de l'époque romane, chœur et clocher carré, bas, de même style, à fenêtres géminées, chœur sanctuaire polygonal, décoré à l'intérieur d'arcatures sur colonnes ; des écussons nus, semés dans la voûte en berceau brisé de la nef, indiqueraient que cette partie de l'édifice n'a été voûté ou revoûté qu'au XVe siècle ; deux chapelles flanquent le vaisseau : celle de saint Martin du côté de l'évangile. Vieilles statues en pierre de saint Antoine.
- Le château, datant du XVIIIe siècle, est la résidence privée de la famille de Corbier. Il ne se visite pas.

### Héraldique
| Blason de Saint-Martin-Sepert | Blason  | D'azur à l'arbre d'argent posé sur une terrasse de même, adextré d'un lion contourné aussi d'argent rampant contre l'arbre, senestré d'un bouquet de trois roses d'argent mouvant de la terrasse, le tout accompagné en chef d'un croissant d'or accosté de deux étoiles de même. |
| Blason de Saint-Martin-Sepert | Détails | Le conseil municipal a décidé d'adopter, sur proposition de M. Merceron, héraldiste départemental bénévole, les armes de la famille Materre comme armes officielles de la commune dans laquelle résida l'un des membres illustres de cette famille, le général Jean-Baptiste Materre (1772-1843) dont la dépouille repose dans le cimetière communal. Ce général d’Empire fut président du Conseil général de la Corrèze et vécut la fin de sa vie retiré dans sa propriété de Montagnac (actuelle Maison-Lacourie). Le statut officiel du blason reste à déterminer. |